# Collegium Balticum – Akademia Nauk Stosowanych w Szczecinie
Collegium Balticum – Akademia Nauk Stosowanych w Szczecinie (dawniej Szczecińska Szkoła Wyższa Collegium Balticum) – uczelnia niepubliczna funkcjonująca w Szczecinie od 2000 roku.
Od roku 2022 funkcję rektora pełni dr Małgorzata Hermanowicz. Kanclerzem uczelni jest Tatiana Staroń.

## Kształcenie
Uczelnia kształci na poziomie studiów licencjackich i magisterskich na sześciu kierunkach.
- Bezpieczeństwo wewnętrzne (I i II stopnia)
- Dietetyka (I i II stopnia)
- Kosmetologia (I stopnia)
- Pedagogika (I i II stopnia)
- Pedagogika przedszkolna i wczesnoszkolna (jednolite magisterskie)
- Psychologia w biznesie (I stopnia)

W swojej ofercie ma także studia podyplomowe realizowane stacjonarnie, jak i online.